# Pelmá
Pelmá es una freguesia portuguesa del municipio de Alvaiázere, con 29,91 km² de extensión y 986 habitantes (2001). Densidad: 33,0h/km².
Su patrón es San Esteban.

## Patrimonio histórico
En el año 1751 se encontró en Pelmá un tesoro de monedas romanas que contenía más de 80 áureos, denarios y bronces, emitidos por los emperadores Vitelio, Vespasiano, Tito, Nerva y Trajano